# 陳衍虞
陳衍虞，字園公，廣東海陽縣人，明末清初政治人物、詩人。
明崇禎十五年（1642年）壬午科廣東鄉試舉人。明亡仕清，官廣西平樂縣知縣。
工詩，有《蓮山詩集》。